# Hidroala

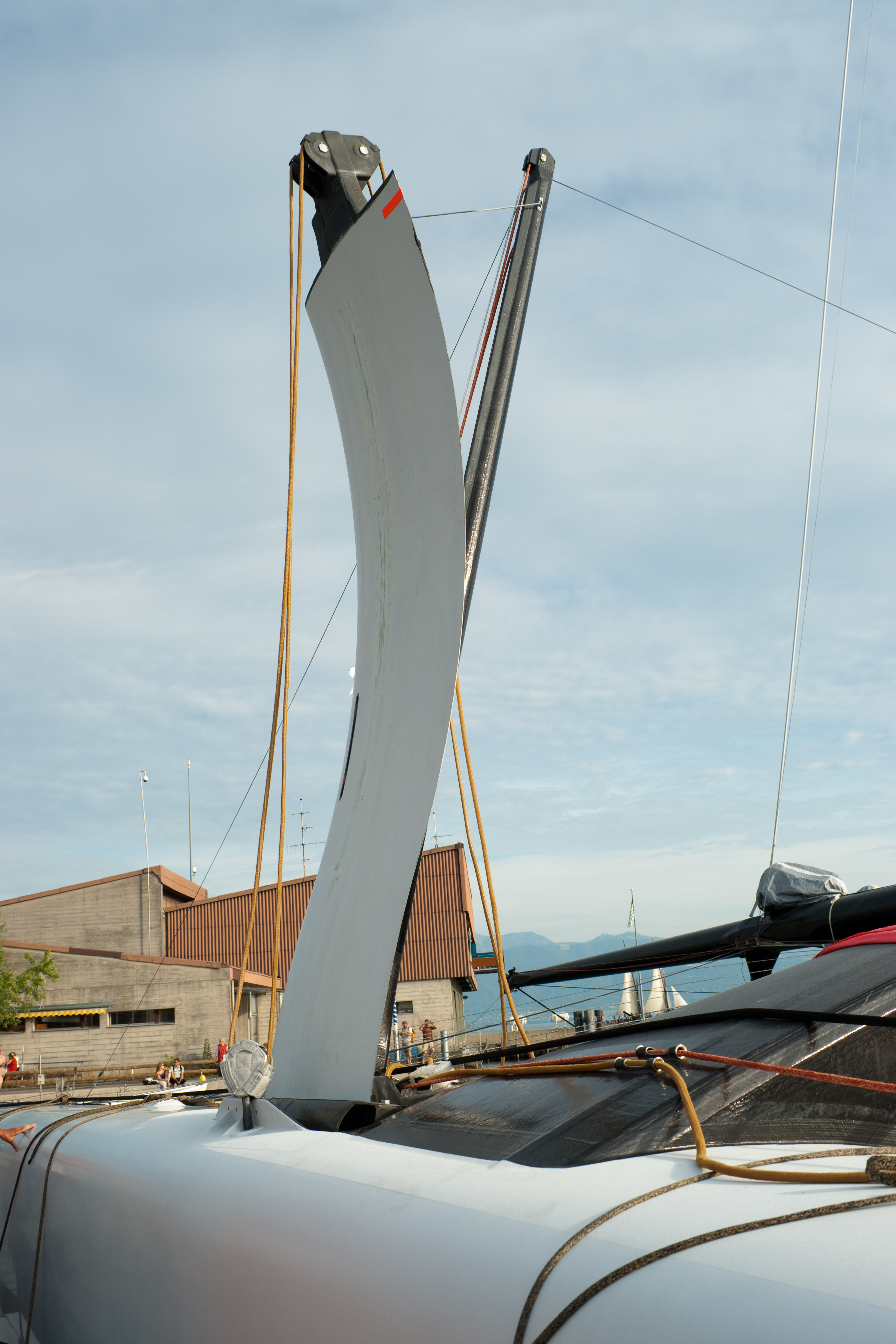
Hidroala de babord de l'Alinghi V

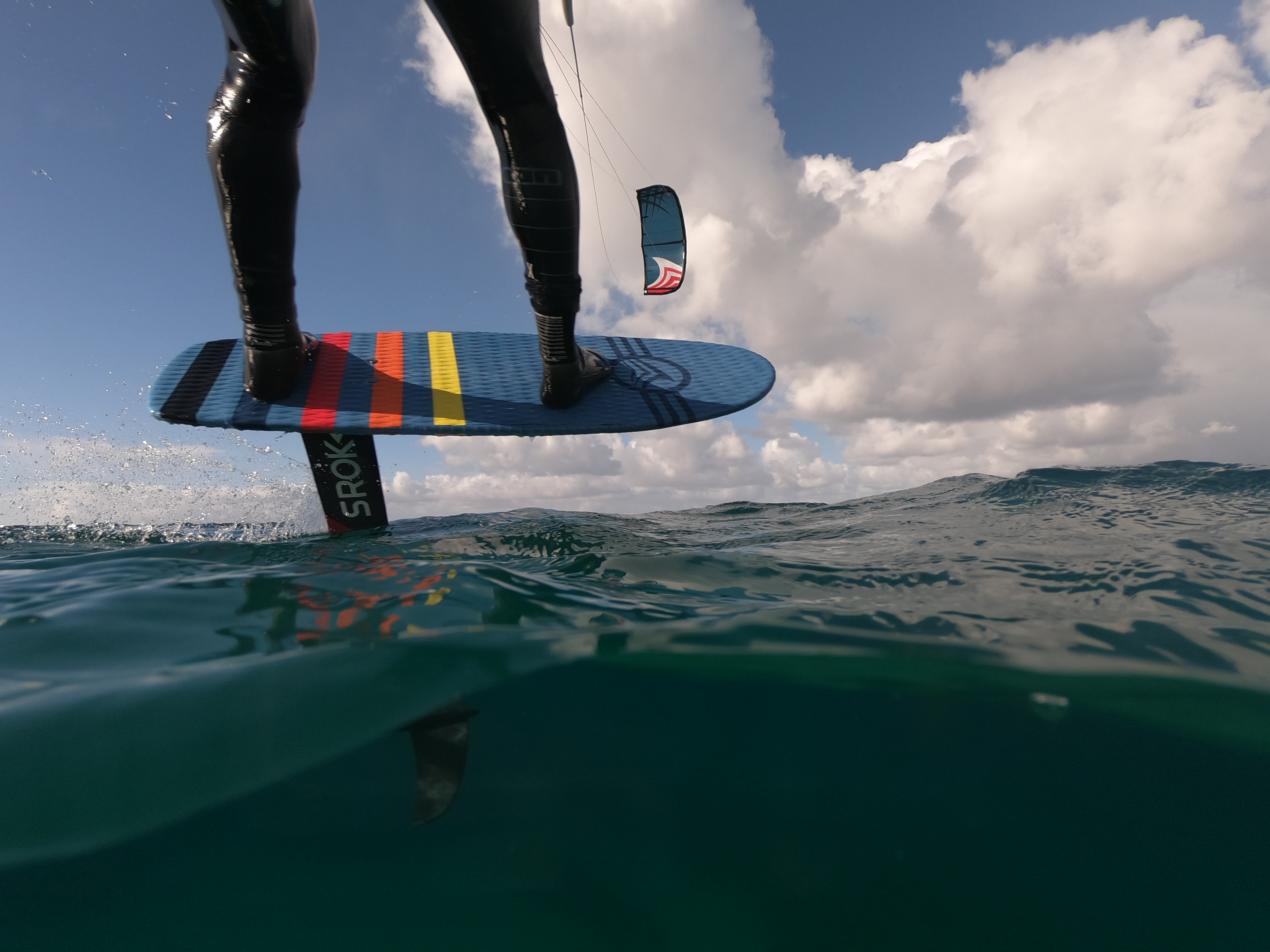
Kitefoil amb una hidroala reduint l'arrossegament

En termes nàutics, una hidroala o ala aquàtica, (en anglès: hydrofoil), designa una superfície de sustentació, submergida o semi-submergida, horitzontal o inclinada respecte al buc, la funció de la qual és aixecar parcialment o totalment el buc fora de l'aigua per reduir la resistència hidrodinàmica i poder guanyar velocitat.

## Denominació i origen del nom
Com s'ha dit una hidroala (hydro-foil) designa, en termes nàutics, una superfície de sustentació submergida, horitzontal o inclinada en relació amb el buc. La seva funció és aixecar parcialment o completament el buc fora de l'aigua per reduir la seva resistència hidrodinàmica i guanyar velocitat
La paraula "foil", segona meitat de la paraula anglesa hidrofoil, és originalment una paraula de la llengua d'oil que significa "fulla [d'arbre]", però en el seu sentit a l'entorn nàutic és una afèresi de l'anglès hydrofoil, que es tradueix com "hidroala".

## Història
Les hidroales no són obra d'un sol inventor ni d'una data concreta, de fet encara roman al centre de moltes investigacions. Els primers velers hidroala, tal com els coneixem avui dia, van aparèixer als anys 80 : van ser popularitzats per Eric Tabarly i el seu trimarà, Paul Ricard. Realment es van fer populars en els anys 2000 amb l'aparició dels velers hidroala multibuc ; aquests vaixells poden assolir velocitats extremadament altes gràcies a les seves hidroales : més de 100 km/h. El 2012, el rècord de velocitat de navegació va ser obtingut pel iot hidroala Vestas Sailrocket 2; va aconseguir una velocitat màxima de 65,45 knts (121 km/h).
Els velers hidroala van fer la seva aparició per primera vegada al Vendée Globe durant l'edició del 2016, on els patrons tenien l'opció d'equipar o no el buc amb hidroales.

## Dissenys
Segons l'objectiu desitjat i les limitacions tecnològiques, les hidroales es poden implementar de diverses maneres.

### Disposicions
Per poder controlar el braç de palanca i els moments relacionats amb l'estabilitat de l'embarcació, respecte l'eix transversal (capcineig) i respecte l'eix longitudinal (balanceig) s'utilitzen diversos tipus superfícies de suport, amb diferents disposicions
- Ales d'ànec : superfície petita a la part davantera i gran superfície de càrrega a la part posterior ;
- Ales clàssiques o d'avió : gran superfície de sustentació a la superfície davantera ia la superfície posterior que actua com a cua ;
- Ales en tàndem : superfícies idèntiques o similars tant a la part davantera com al darrere.

### Tipus

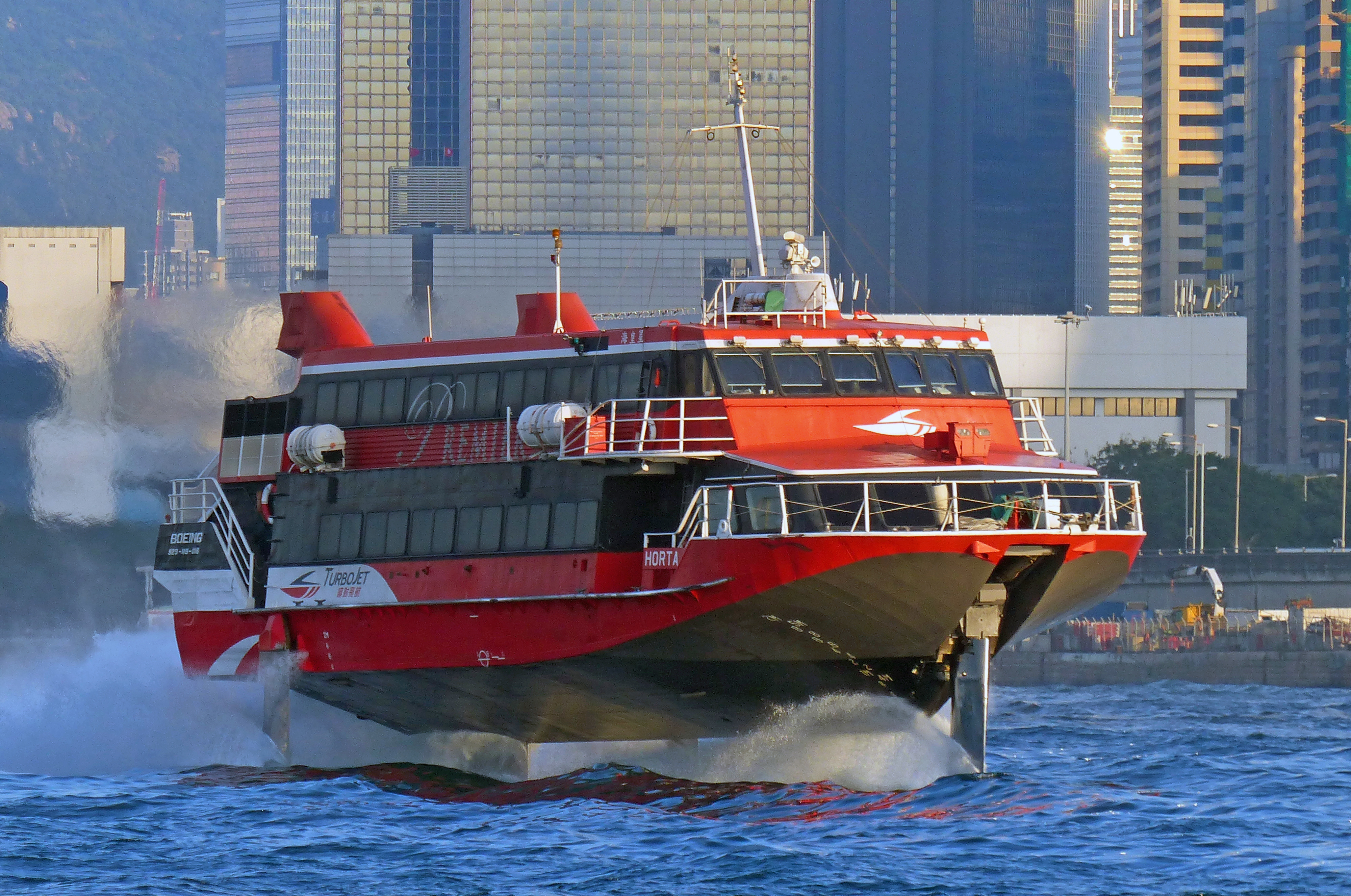
Boeing 929 Jetfoil a Hong Kong.

Les hidroales es classifiquen en dues famílies :
- Hidroales de superfície variable, travessant la superfície de l'aigua
  - hidroales d'escala : diversos plans superposats. El sistema més antic que ja no es fa servir per la complexitat de la construcció i l'elevat arrossegament per raó de les nombroses interaccions entre els muntants i les hidroales ;
  - hidroales obliqües : en " V » muntades a la primera generació, hidroales suïsses, italianes i russes (embarcació d'alta velocitat), i al veler El Hydroptère, o hidroales corbats en "cullera".
- Hidroales de superfície fixa, totalment submergides, generalment en " T invertida » (Boeing 929 - Jetfoil) ; Trifoiler i Windrider Rave, Foil Moth, hidròpters de lleure). Hi ha altres formes, en "I invertida", en "U", i en "L".

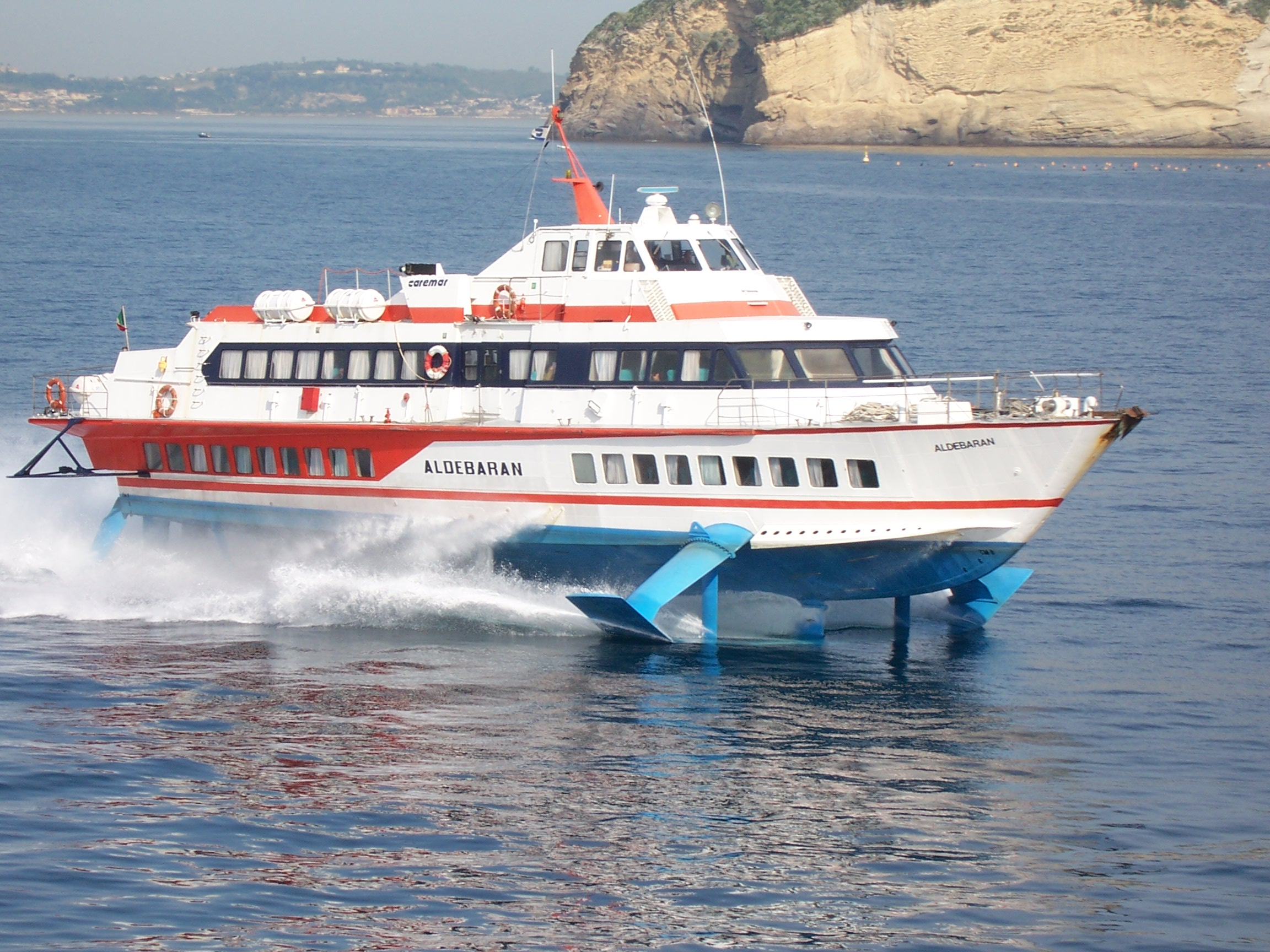
Hidròpter Aldebaran, amb hidroales del tipus Rodríguez RHS-160

#### Hidroala sobresortint a la superfície
En el cas de les hidroales que sobresurten a la superfície, com més ràpid va l'embarcació, més amunt pugen i menys superfície submergida queda. La velocitat augmenta la sustentació compensant la part perduda en disminuir la superfície de sustentació, així es manté sensiblement constant la sustentació resultant.
Per a una velocitat determinada, el vaixell s'eleva fins que la sustentació és igual al pes. Es diu que la sustentació s'autoregula ja que (teòricament) no és probable que el vaixell s'aixequi fins al punt d'eliminar tota la hidroala. Aquestes hidroales generalment tenen un angle de pas fix però també poden ser ajustables (pas variable).
Ajustant la immersió de la hidroala a nivell de la superfície, l'embarcació segueix el perfil de les onades (poc confortable a mar agitada).

#### Hidroala totalment submergida
En el cas de les hidroales totalment submergides, la superfície de sustentació està completament submergida i de forma constant
L'avantatge d'aquesta configuració és la seva capacitat per aïllar l'embarcació de l'efecte de les onades quan la velocitat és suficient perquè el vaixell pugui enlairar-se per sobre d'un onatge que no sigui massa fort. Els muntants que connecten les hidroales amb el buc, en general, no contribueixen a la sustentació. Aquesta configuració amb hidroales submergides pot tenir una eficiència més alta (sustentació/arrossegament) però no és naturalment estable en l'eix transversal. D'altra banda, la superfície de sustentació és constant sigui quina sigui la velocitat i l'alçada sobre l'aigua. Sense un sistema de regulació, res no estabilitza la profunditat d'immersió : la hidroala pot arribar a la interfície aire/aigua. Per aquests dos motius, el vaixell ha d'estar equipat amb un sistema d'estabilització actiu controlat per sensors d'altitud (com l'arna d'alumini) o per una unitat central (sensors d'altitud, acceleròmetres).
Per variar els angles d'inclinació tan en el sentit longitudinal com en el transversal en funció de la velocitat, el radi de gir aplicat i el pes de l'embarcació, les hidroales han d'anar equipats amb un sistema de variació de sustentació que actuï sobre l'ajust o la curvatura del perfil o sobre el cabal local.
En aquesta família trobem sovint hidroales en "T invertida", però també en "U » o en " L".

#### Hidroala inversa
Les hidroales també es poden invertir per crear força de sustentació inversa creant un dispositiu anti-deriva dins de l'aigua, com a l'aparell de registre de velocitat de Vestas Sailrocket 2 o per a un " àncora de capa" » (Per exemple: El Chien-de-mero de Didier Costes).

## Estabilització activa, control de les hidroales
La regulació de la sustentació es pot fer:
- modificant l'angle de pas del conjunt (hidroala+ suport)
- modificant la configuració de la hidroala
- modificant la curvatura del perfil (desviació de la solapa fins al caire de sortida) ;
- reduint la sustentació, ventilant la superfície superior (l'aigua es substitueix per aire).

### Vehicles de motor
El sistema està controlat per sensors (giroscopis, acceleròmetres i sensors d'alçada de vol) ; els actuadors controlen la força de sustentació de les hidroales.

### Velers
El sistema generalment es controla de forma mecànica per sensors situats davant del vaixell o per un sensor d'altitud (normalment un flotador que sura sobre la superfície de l'aigua), p.e.: el « Moth à foil » o el « Moth Foiler ».

### Vehicles de propulsió humana
Vehicles de propulsió humana :

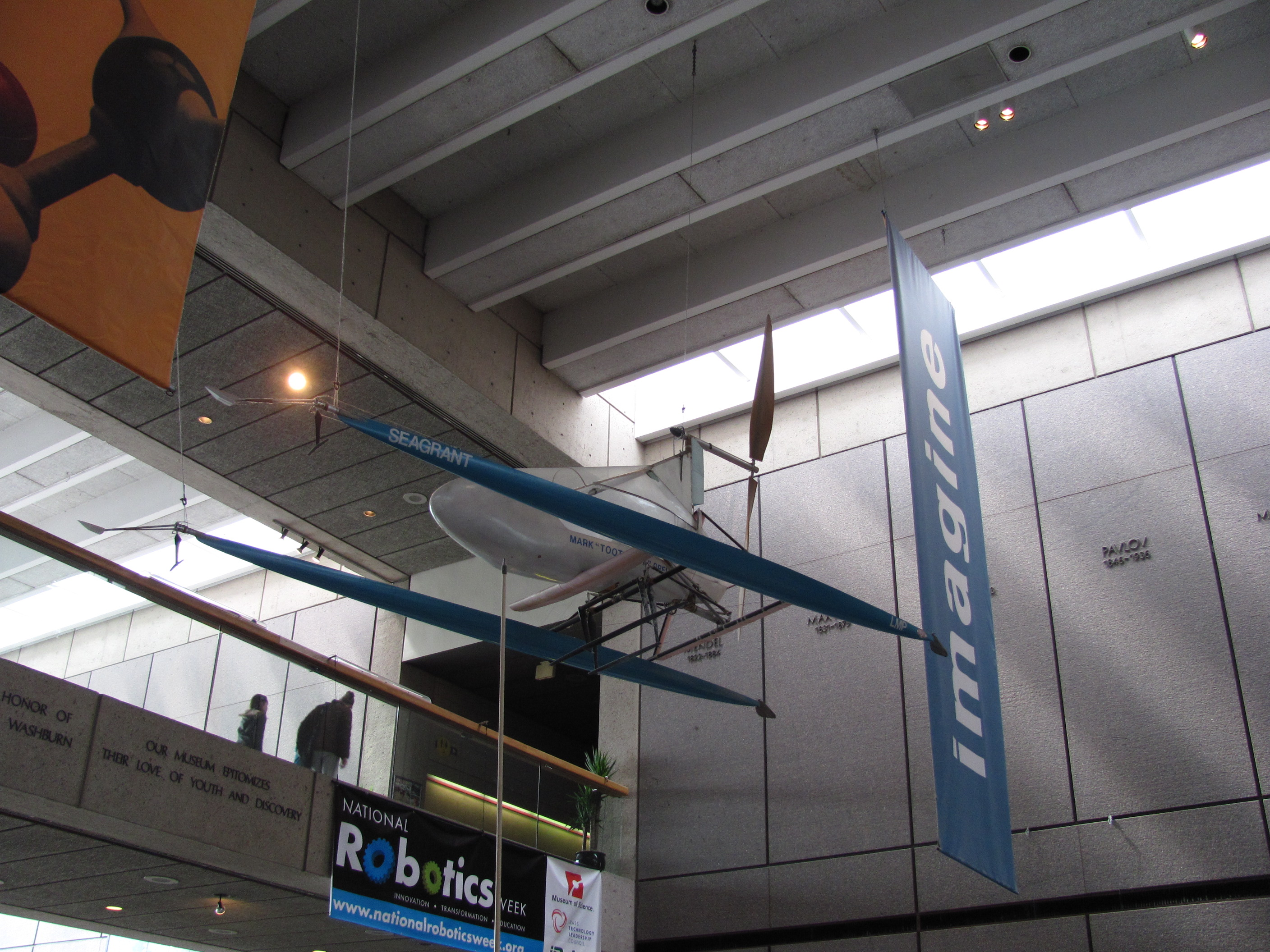
Decavitator, al Museu de la Ciència de Boston.

- El Decavitator és una embarcació tipus catamarà impulsada per una hèlix aèria. la sustentació es proporciona dinàmicament per dues petites hidroales davanteres i una hidroala principal a la part posterior. Una hidroala addicional (retràctil) queda submergida a baixes velocitats.
- L'aquaskipper és un enginy de platja que té una hidroala doble a la part davantera i una hidroala gran a la part del darrere. El moviment cap amunt i cap avall donat per l'usuari crea un moviment ondulat a la hidroala del darrere gràcies a un ressort de fibra de vidre col·locat entre el suport davanter i la plataforma del darrere. EL" surfista » se situa dempeus a la plataforma posterior[9]
- La pràctica del "pumping" consisteix a utilitzar per navegar, una taula de surf equipada amb una hidroala i un estabilitzador.[10]

## Disseny de les superfícies de sustentació

### Perfil
El perfil és la secció longitudinal (paral·lela a la velocitat) duna ala portant.
Els perfils es defineixen generalment per les seves principals característiques geomètriques i les seves característiques hidrodinàmiques (coeficients de sustentació, arrossegament, moment de tancament). Els perfils més coneguts (NACA) es classifiquen geomètricament per famílies (distribució del gruix, "combament", gruix).
La geometria d'un perfil es defineix pels elements següents :
- Del "combament" (proporció mitjana de línia fletxa/corda) :
  - si el perfil és simètric (sustentació a cada costat), el "combament" és zero.
  - si el perfil és asimètric (afavoreix la sustentació en una direcció), el "combament" és generalment de l'ordre del 2 al 5 %. El "combament" es pot variar amb una solapa mòbil a la vora posterior. Es diu que un perfil asimètric és " pla-convex » si la superfície inferior és plana.
- Del gruix relatiu (en comparació amb la corda), criteri important per a la resistència de l'ala a la flexió
- De la distribució del gruix (radi del caire d'atac, ubicació del gruix màxim).

El perfil es tria en funció dels següents criteris principals :
- Combament: depèn del coeficient de sustentació (Cz) sol·licitat ; aquest és el criteri més important ;
- Gruix : determina la resistència a la flexió de l'ala i la deformació sota càrrega (segons l'envergadura) ;
- Velocitat : distribució de gruixos i pressions dinàmiques per tal d'evitar la cavitació. Hi ha els anomenats perfils “cavitants o supercavitants” (perfils especials amb baixa depressió respecte a la superfície superior) per prevenir o retardar la cavitació a altes velocitats.

### Forma del pla
Una superfície de sustentació es caracteritza per :
- la forma del pla : generalment rectangular o trapezoïdal ;
- l'envergadura i la corda mitjana del perfil; l'àrea és el producte de les dues ;
- l'allargament, que és l'envergadura dividida per la corda mitjana.

L'elecció de la forma del pla està lligada a la distribució de la sustentació desitjada a l'envergadura :
- per raons hidrodinàmiques, un allargament elevat redueix l'arrossegament induït per la sustentació ;
- per motius estructurals (flexió mecànica, moment flector), no és desitjable ni allargar ni engrossir els perfils.

### Coeficients hidrodinàmics
El Cz, o coeficient de sustentació, depèn de la massa, la superfície de sustentació i la velocitat. Valor freqüent : 0,4-0,7 a velocitat de creuer. La sustentació és F = q S Cz amb q = pressió dinàmica = 1/2 rho V² i rho = densitat del fluid.
El Cx o coeficient d'arrossegament de la hidroala, depèn :
- Del perfil i estat de la superfície. La rugositat de la superfície influeix en el coeficient d'arrossegament de fricció (efecte del flux laminar)
- Arrossegament induït per la sustentació (influència de l'allargament, forma del pla, interaccions),
- De la proximitat de la superfície (influència de la immersió sobre el camp de les ones).

### Funcionament hidrodinàmic
Segons l'efecte Coanda i la llei de Newton :
- Per raó de la viscositat del medi, la massa d'aire en moviment que es troba amb un perfil inclinat segueix la superfície d'aquest perfil ; la massa dʻaire es desvia, aquest és lʻefecte Coanda En resposta a lʻimpuls de la massa dʻaire desviada en una direcció (cap avall per a un perfil de sustentació), lʻala sʻestira en lʻaltra direcció (cap a dalt), en virtut de la tercera llei de Newton[11]

Segons la diferència de velocitats i pressions :
- L'asimetria d'un perfil arquejat condueix a velocitats més altes a la superfície superior i velocitats més baixes a la superfície inferior. La hipòtesi d'incompressibilitat del fluid estudiat ajuda a explicar-ho. De fet, aquesta hipòtesi permet mostrar la conservació del cabal volumètric del fluid. A la superfície superior, les línies aerodinàmiques s'estrenyen, la superfície disminueix i la velocitat augmenta per conservació del cabal volumètric i el contrari passa a la superfície inferior. Segons el teorema de Bernoulli, utilitzable només sota certes hipòtesis que s'han de complir en el funcionament d'una hidroala, (flux homogeni, incompressible i estacionari[12]), la pressió disminueix quan augmenta la velocitat i viceversa. Així, es crea un excés de pressió a la superfície inferior i una depressió a la superfície superior, que provoca una força de sustentació ascendent i permet que la hidroala s'elevi.

Aquesta explicació no s'aplica a la sustentació de perfils simètrics prims i de plaques planes sense gruix.

### Angle d'incidència

Angle d'incidència d'una hidroala

L'angle d'incidència d'una hidroala és l'angle entre la corda del perfil (línia que uneix el caire d'atac amb el caire de sortida) i el flux (el vector de velocitat local). A mesura que l'actitud augmenta, augmenta l'angle d'atac i la sustentació.
L'angle d'incidència d'un timó, que és una superfície vertical amb un perfil simètric, és igual a zero quan el timó es troba a l'eix de l'embarcació, sempre que l'embarcació no derivi
La sustentació augmenta amb l'angle d'atac (pendent de sustentació). Des d'un angle determinat, el valor del qual varia en funció del perfil i de l'allargament de la superfície portant, es produeix una separació del flux coneguda com a entrada en pèrdua , disminuint la sustentació.

### Angle de sustentació nul·la
- En un perfil simètric com un timó, l'angle de sustentació nul·la és zero : el timó ha d'estar a l'eix dels corrents d'aigua per cancel·lar la sustentació lateral.
- En un perfil asimètric, per poder obtenir una sustentació nul·la, el pla s'ha de col·locar en incidència negativa ; és aquest angle el que s'anomena “angle de sustentació nul·la”. Un ordre de magnitud d'aquest angle ve donat pel valor de la curvatura (relació fletxa/corda) del perfil : un perfil inclinat un 4% té un angle de sustentació nul·la d'aproximadament −4°.